# گورستان چوکندی
گورستان چوکندی (اردو: چوکنڈی قبرستان؛ سندی: چوکُنڊی) یک گورستان اسلامی اولیه واقع در ۲۹ کیلومتر (۱۸ مایل) شرق کراچی، در استان سند پاکستان است. مقبره‌ها به خاطر حکاکی‌های ماسه سنگی دقیق و برجسته آنها قابل توجه است. مقبره‌ها به سبک گورستان مکلی نزدیک تهته، و در سبک معماری‌های مراسم تشییع جنازه معمولی تر ساخته شده‌اند.

## تاریخ
به‌طور کلی، مقبره‌ها به جوخیو (که همچنین Jokhiya گفته می‌شود) منسوب شده و به عنوان قبرستان خانوادگی قبیله کلمتی بلوچ شناخته می‌شوند، گرچه قبایل دیگر،  بلوچ نیز در اینجا دفن شده‌اند. بیشتر آنها در دوران حکومت امپراتوری گورکانی هند و در قرن ۱۵ و ۱۸ هنگامی که اسلام به سلطه رسید ساخته شده‌اند.

## معماری

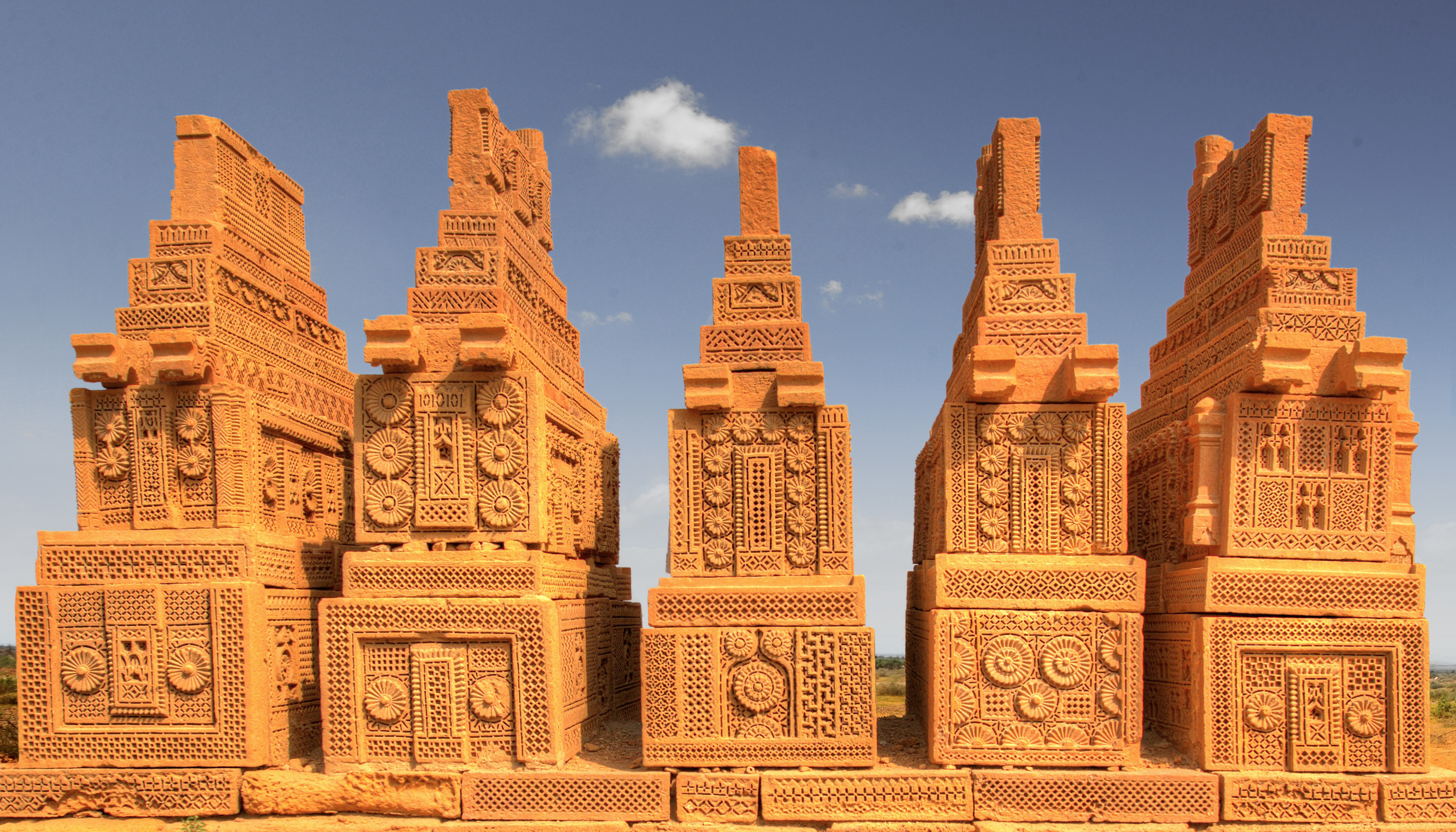
مقبره‌ها به صورت پیچیده حک شده‌اند

این نوع قبرستان در سند و بلوچستان به دلیل جهت‌گیری اصلی آن از شمال به جنوب قابل توجه است. گورهای پیچیده‌تر با ماسه سنگی رنگی ساخته شده‌است که اغلب به مرور زمان در آب و هوای محلی به خوبی نگه داشته شده‌اند. مقبره‌ها یا به صورت قبرهای منفرد ساخته شده‌اند یا به عنوان گروه‌های تا هشت گور، بر روی یک سکوی مشترک ساخته شده‌اند.

## کشف و تحقیق

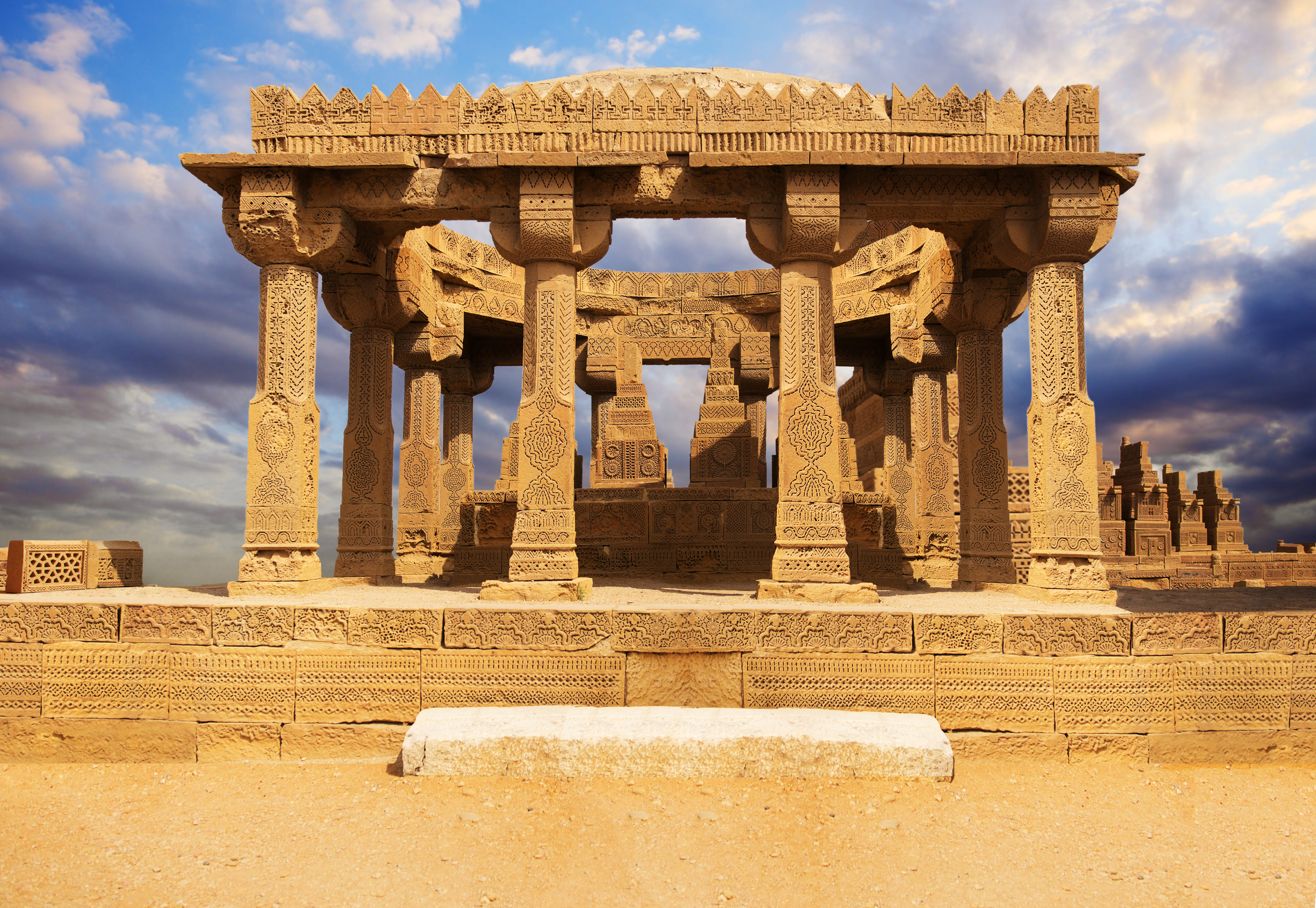
یک بنای تاریخی سند در چاهوکندی

اولین مرجع قدیمی از مقبره‌های چوکندی (با نام جوکوندی) در نامه ای از جی. مکلود، خطاب به HBE Frere در سال ۱۸۵۱ یافت شده‌است. با این حال، این مقبره‌ها برای اولین بار توسط اچ‌دی باسکرویل، دستیار جمع‌آوری تهته در منطقه کراچی در سال ۱۹۱۷ مورد توجه جدی قرار گرفت. مقبره‌ها در نزدیکی لاندی در قانون حفظ آثار باستانی، ۱۹۰۴ در سال ۱۹۲۲ گنجانده شده‌است.
پس از جنگ جهانی دوم مقبره‌های چوکندی مورد توجه مقامات پاکستان قرار نگرفت تا اینکه آی‌اچ قریشی مورخ مشهور و وزیر آموزش و پرورش (بعداً به عنوان ریاست دانشگاه کراچی)، توجه وزارت باستان‌شناسی و موزه‌ها را به خود جلب کرد.
مدیرکل وقت آن گروه باستان‌شناسی و موزه‌ها، شیخ خورشید حسن، اعتراف کرد که در ابتدا بخش او حتی متوجه نمی‌شد که مقبره‌ها تحت قانون حفظ آثار باستانی، ۱۹۰۴ محافظت می‌شوند.